# Jessica Utts
Jessica M. Utts (* 1952) ist eine US-amerikanische Statistikerin, die für ihre Lehrbücher bekannt ist und sich auch mit Parapsychologie befasst.
Utts erhielt 1973 ihren Bachelor-Abschluss in Mathematik und Psychologie an der State University of New York at Binghamton und erhielt 1978 ihren Master-Abschluss in Statistik an der University of Pennsylvania, an der sie 1978 bei Thomas Philip Hettmansperger promoviert wurde. 1978 wurde sie Assistant Professor, dann Associate Professor und 1993 Professorin für Statistik an der University of California, Davis, an der sie 1988 bis 1993 Direktorin des Statistik-Labors war. Ab 2008 war sie Professorin an der University of California, Irvine. 2011 bis 2016 stand sie dort der Abteilung Statistik vor. Seit 2018 ist sie Professor Emerita.
1983/84 und 1985 war sie Gastprofessorin an der Stanford University, 1987/88 war sie Gastwissenschaftlerin bei SRI International und 1994 an der Universität Edinburgh in der Abteilung Psychologie.
Von ihr stammen zwei Lehrbücher über Statistik und deren Anwendung im täglichen Leben und in den Wissenschaften. Dabei war sie auch maßgeblich an den Warnungen der American Statistical Association vor der weitverbreiteten zu stark vereinfachten Anwendungen des p-Werts bei der Signifikanzanalyse.
Außerdem ist sie bekannt für die Anwendung der Statistik in der Parapsychologie. Im Herbst 1995 erstellte sie mit Ray Hyman, einem Professor an der University of Oregon, einen Bericht über die statistische Auswertung in der Parapsychologie, speziell der Fernwahrnehmung (Project Stargate, finanziert von der CIA) im Auftrag der US-Regierung als Teil eines Reviews der American Institutes of Research in Auftrag des US-Kongresses und der CIA. Darin vertrat sie die Auffassung, dass es sich um reale Effekte handelt, während Hyman anderer Ansicht war. Utts hatte zuvor Arbeiten mit dem Parapsychologen Edwin May veröffentlicht, der in leitender Funktion im Stargate-Projekt war. Es folgten eine Reihe von Veröffentlichungen über Parapsychologie und die Verwendung statistischer Methoden auf diesem Gebiet.
2016 war sie Präsident der American Statistical Association. Sie ist Fellow der American Association for the Advancement of Science, des Institute of Mathematical Statistics (1991), der American Statistical Association und der Association for Psychological Science. 2005 erhielt sie die Harry C. Carver Medal des Institute of Mathematical Statistics und 2009 den Founders Award der American Statistical Association. Für 2022 wurde ihr der Wilks Memorial Award zugesprochen.

## Schriften
- Seeing through Statistics. 4. Auflage, Brooks-Cole/Cengage Learning, Belmont 2015 (zuerst Pacific Grove: Duxbury Press 1999).
- mit Robert F. Heckard: Mind through Statistics. Boston: Brooks-Cole/Cengage Learning, 6. Auflage 2021 (zuerst von Utts allein Pacific Grove, Duxbury Press 1996).
- mit Heckard: Statistical Ideas and Methods. 2006.
- What Educated Citizens Should Know about Statistics and Probability. In: The American Statistician 57 (2003), S. 74–79.